# Shun Itō
Shun Itō (japanisch 伊東 俊 Itō Shun; * 29. Oktober 1987 in Hokkaido) ist ein ehemaliger japanischer Fußballspieler.

## Karriere
Itō erlernte das Fußballspielen in der Universitätsmannschaft der Kokushikan-Universität. Seinen ersten Vertrag unterschrieb er 2010 bei Montedio Yamagata. Der Verein spielte in der höchsten Liga des Landes, der J1 League. Am Ende der Saison 2011 stieg der Verein in die zweite Liga ab. Für den Verein absolvierte er 26 Ligaspiele. Im August 2012 wurde er an den Zweitligisten Ehime FC ausgeliehen. Für den Verein stand er  13-mal in der Liga auf dem Spielfeld. 2013 kehrte er zu Montedio Yamagata zurück. Am Ende der Saison 2014 stieg der Verein in die erste Liga auf. Am Ende der Saison 2015 stieg der Verein wieder in die zweite Liga ab. Für den Verein absolvierte er 89 Ligaspiele. 2017 wechselte er zum Ligakonkurrenten Kyoto Sanga FC. Für den Verein absolvierte er 16 Ligaspiele. 2018 wechselte er zum Ligakonkurrenten Roasso Kumamoto. Am Ende der Saison 2018 stieg der Verein in die dritte Liga ab. 2021 feierte er mit Kumamoto die Meisterschaft der dritten Liga und den Aufstieg in die zweite Liga. Nach 166 Ligaspielen beendete er nach der Saison 2024 seine Karriere als Fußballspieler.

## Erfolge
Montedio Yamagata
- Japanischer Pokalfinalist: 2014

Roasso Kumamoto
- Japanischer Drittligameister: 2021  ▲